# Тако (княжество)
Княжество Тако (яп. 多胡藩 Тако-хан) — феодальное княжество (хан) в Японии периода Эдо (1590—1871), в провинции Симоса региона Токайдо на острове Хонсю (современная префектура Тиба).

## Краткая история
Административный центр княжества: замок Тако (современный посёлок Тако, префектура Тиба).
Доход хана:
- 1590—1600 годы — 10 000 коку риса
- 1608—1622 годы — 15 000 коку
- 1713—1871 годы — 12-10 000 коку риса

Княжество Тако было создано в 1590 году. Его первым правителем был назначен Хосина Масамицу (1561—1631), который в 1590 году получил от Тоётоми Хидэёси во владение земельный надел Тако (провинция Симоса). В 1600 году после битвы при Сэкигахара Хосина Масамицу получил от Токугава Иэясу домен Такато (провинция Синано) с доходом 30 000 коку риса.
В 1608 году Тако-хан получил во владение Хидзикита Кацухиса (1553—1608), бывший правитель Итидзанэ-хана (провинция Ното). В 1608 году ему наследовал второй сын Хидзитака Кацусигэ (1592—1629), который в 1622 году был переведен в Кубота-хан (провинция Муцу).
В 1622—1713 годах княжество находилось под прямым управлением сёгуната Токугава. В 1713 году Тако-хан получил во владение хатамото Мацудайра Кацуюки (1661—1728), представитель рода Мацудайра (ветви Хисамацу), одной из боковой ветвей династии Токугава. Его потомки управляли доменом вплоть до 1871 года.
Тако-хан был ликвидирован в 1871 году.

## Правители княжества
- Род Хосина, 1590—1600 (фудай-даймё)

| № | Имя             | Имя       | Годы правления | Годы жизни  | Примечания                 |
| - | --------------- | --------- | -------------- | ----------- | -------------------------- |
| 1 | Хосина Масамицу | 保科 正光 | 1590 — 1600    | 1561 — 1631 | Старший сын Хосины Масанао |

- Род Хидзитака, 1608—1622 (тодзама-даймё)

| № | Имя                | Имя      | Годы правления | Годы жизни  | Примечания                               |
| - | ------------------ | -------- | -------------- | ----------- | ---------------------------------------- |
| 1 | Хидзитака Кацухиса | 土方雄久 | 1608 — 1608    | 1553 — 1608 | Старший сын Хидзитаки Синдзи             |
| 2 | Хидзитака Кацусигэ | 土方雄重 | 1608 — 1622    | 1592 — 1629 | Второй сын и преемник Хидзитаки Кацухисы |

- Род Мацудайра (ветвь Хисамацу), 1713—1871 (фудай-даймё)

| № | Имя                | Имя      | Годы правления | Годы жизни  | Примечания                                |
| - | ------------------ | -------- | -------------- | ----------- | ----------------------------------------- |
| 1 | Мацудайра Кацуюки  | 松平勝以 | 1713 — 1728    | 1661 — 1728 | Младший сын хатамото Мацудайры Кацуёси    |
| 2 | Мацудайра Кацуфуса | 松平勝房 | 1728 — 1736    | 1702 — 1747 | Второй сын и преемник Мацудайры Кацуюки   |
| 3 | Мацудайра Кацутада | 松平勝尹 | 1736 — 1768    | 1713 — 1768 | Приемный сын Мацудайры Кацуфусы           |
| 4 | Мацудайра Кацутакэ | 松平勝全 | 1768 — 1794    | 1750 — 1796 | Старший сын и преемник Мацудайры Кацутады |
| 5 | Мацудайра Кацуюки  | 松平勝升 | 1794 — 1818    | 1778 — 1818 | Второй сын Мацудайры Кацутакэ             |
| 6 | Мацудайра Кацунори | 松平勝権 | 1818 — 1848    | 1807 — 1868 | Приемный сын Мацудайры Кацуюки            |
| 7 | Мацудайра Кацуюки  | 久松勝行 | 1848 — 1869    | 1832 — 1869 | Сын и преемник Мацудайры Кацунори         |
| 8 | Мацудайра Кацунари | 久松勝慈 | 1869 — 1871    | 1855 — 1904 | Старший сын и преемник Мацудайры Кацуюки  |